# Funktionelles („anisotropes“) Reentry
Reentry („Kreisende Erregung“) ist experimentell und in vivo seit R.Mines 1913 eine fest etablierte, verstandene und bewiesene Ursache für schnelle Herzrhythmusstörungen („Tachykardien“). Die meisten Untersuchungen zu Reentry stammen von (anatomisch) präformierten Kreisbahnen. Reentry ist aber auch möglich, ohne dass präformierte Leitungsbahnen vorliegen („funktionelles“ Reentry). Funktionelles Reentry ist von Relevanz, weil es bei betroffenen Patienten spezifische Behandlungsprinzipien erfordert.

## Anatomisch-präformiertes Reentry
Bei anatomisch-präformiertem Erregungskreisen (Reentry) nutzt eine kreisende Erregung eine (meist anatomisch) klar und stabil präformierte Kreisbahn. Damit sich anhaltendes Reentry (d. h. anhaltende Tachykardie) etablieren kann, muss ein Reentry-initiierender (vorzeitig einfallender) Impuls an einer Stelle seines üblichen Leitungsweges blockiert werden (frequenzabhängiger Leitungsblock). Sofern dieser Impuls eine alternative Umgehungsbahn nutzen kann und dort kritisch abgebremst wird („slow conduction“), kann anhaltendes Erregungskreisen entstehen. Allerdings muss er auf seinem Weg immer nicht-refraktäres, fortleitungsbereites Gewebe vor sich haben (erregbare Lücke). Und Teile seiner Leitungsbahn müssen den Impuls zum Ort des ursprünglichen Leitungsblockes zurückführen, damit er wieder, und immer wieder, die Kreisbahn betreten kann. Beispiele sind Vorhofflattern, AV-nodale und die AV-junktionale Tachykardie beim Menschen.

## Funktionelles (anisotropes) Reentry
Neben anatomisch vorgegebenen Reentry Bahnen konnten verschiedene Typen von anhaltendem Reentry entlang „funktioneller“, d. h. nicht anatomisch vorgegebener, Kreisbahnen dokumentiert werden. Ein prominentes und klinisch bedeutsames Beispiel ist sog. „anisotropes“ Reentry. Es kann in der epikardialen Randzonen (EBZ) alter Myokardinfarkte im Tierexperiment geschaffen und analysiert werden. Dort ist die 3-dimensionale Anordnung von Herzmuskelzellen (Myokardzellen) gesunder Herzen auf eine (beinahe) 2-Dimensionalität reduziert mit nur wenigen Zellschichten oberhalb der Infarktnarbe. Die länglichen Myokardzellen sind in der EBZ in dünnen, gleichförmigen Strängen angeordnet. Sie zeigen „anisotrope“ Leitungseigenschaften wie von M.Spach vorhergesagt: schnelle Erregungsfortleitung in longitudinaler und langsame Leitung in transversaler Richtung. Die Refraktärität (RP) gegen Fortleitung verhält sich genau umgekehrt: lange RP in longitudinaler und kürzere RP in transversaler Leitungsrichtung. Dillon und Wit konnten durch hochauflösendes elektromechanisches Mapping der EBZ zeigen, dass die Myokardzellen der EBZ außerhalb von Tachykardien (annähernd) physiologische Leitungseigenschaften aufweisen und homogen Erregungen aus und zu verschiedenen Seiten fortleiten ohne Hinweis für Leitungsblocks oder präformierte Leitungsbahnen. Durch kritische Stimulationsmanoeuver gelang es, Linien von „funktionellem“ Leitungsblock zu provozieren und in der Folge auch anhaltendes Erregungskreisen. Im Oberflächen-EKG imponierte dies als Breitkomplextachykardie. Analog zu anatomischem Reentry findet sich in diesem Modell ebenfalls eine deutliche Leitungsverlangsamung um den Leitungsblock herum, wenn der Impuls transversal zur Orientierung der Myokardzellen fortschreitet. Nach Drehung des Impulses zurück in longitudinale Strangrichtung kann die Impulsfortleitung beschleunigen. Dann verzweigt sich der Impuls: einige Anteile verlassen die EBZ und erregen das gesamte Restmyokard, ein anderer Anteil kehrt in einer Schleife (oder Doppelschleife) zu seinem Ausgangsort auf der EBZ zurück und tritt in dieselbe Kreisbahn erneut ein. Der Weg der Erregungsrückkehr ist nicht anatomisch fixiert, sondern ergibt sich funktionell. Anhaltendes Erregungskreisen ist etabliert. Diese „funktionellen“ Erregungskreise weisen dieselben Charakteristika wie anatomisch definierte Erregungskreise auf: anhaltendes Reentry (d. h. Tachykardien) kann sie durch programmierte Elektrostimulation ausgelöst und beendet werden (regionaler Leitungsblock) und sie haben Regionen langsamer (slow conduction) und schneller Leitung. Auch das für Reentry beweisende und von anderen Arrhythmiemechanismen sicher abgrenzende Phänomen des „entrainment“ konnte in diesen „funktionellen“ Reentry Bahnen bei laufender Tachykardie gezeigt werden.